# Philadelphia 76ers 2006-2007
La stagione 2006-07 dei Philadelphia 76ers fu la 58ª nella NBA per la franchigia.
I Philadelphia 76ers arrivarono terzi nella Atlantic Division della Eastern Conference con un record di 35-47, non qualificandosi per i play-off.

## Roster
| N° | Naz.                   | Ruolo | Sportivo         | Anno | Alt. | Peso |
| -- | ---------------------- | ----- | ---------------- | ---- | ---- | ---- |
| 1  | Canada (bandiera)      | C     | Samuel Dalembert | 1981 | 211  | 113  |
| 3  | Stati Uniti (bandiera) | G     | Allen Iverson    | 1975 | 183  | 75   |
| 4  | Stati Uniti (bandiera) | AC    | Chris Webber     | 1973 | 206  | 111  |
| 7  | Stati Uniti (bandiera) | G     | Andre Miller     | 1976 | 188  | 91   |
| 8  | Stati Uniti (bandiera) | A     | Joe Smith        | 1975 | 208  | 102  |
| 9  | Stati Uniti (bandiera) | GA    | Andre Iguodala   | 1984 | 198  | 94   |
| 11 | Stati Uniti (bandiera) | A     | Bobby Jones      | 1984 | 201  | 98   |
| 12 | Stati Uniti (bandiera) | G     | Kevin Ollie      | 1972 | 193  | 88   |
| 20 | Stati Uniti (bandiera) | A     | Lou Amundson     | 1982 | 206  | 102  |
| 23 | Stati Uniti (bandiera) | G     | Lou Williams     | 1986 | 188  | 79   |
| 25 | Stati Uniti (bandiera) | A     | Rodney Carney    | 1984 | 201  | 93   |
| 26 | Stati Uniti (bandiera) | A     | Kyle Korver      | 1981 | 201  | 95   |
| 30 | Stati Uniti (bandiera) | A     | Steven Smith     | 1983 | 203  | 107  |
| 31 | Stati Uniti (bandiera) | A     | Ivan McFarlin    | 1982 | 203  | 109  |
| 33 | Stati Uniti (bandiera) | G     | Willie Green     | 1981 | 193  | 91   |
| 42 | Stati Uniti (bandiera) | A     | Shavlik Randolph | 1983 | 208  | 109  |
| 44 | Stati Uniti (bandiera) | A     | Alan Henderson   | 1972 | 206  | 107  |
| 45 | Stati Uniti (bandiera) | C     | Steven Hunter    | 1981 | 213  | 100  |

## Staff tecnico
- Allenatore: Maurice Cheeks
- Vice-allenatori: Henry Bibby, John Loyer, Jim Lynam
- Vice-allenatori per lo sviluppo dei giocatori: Moses Malone, Bernard Smith
- Vice-allenatori/scout: Joe Gallagher, Frank Zanin
- Preparatore atletico: Kevin Johnson
- Assistente preparatore: Scott Faust